# Кереджский метрополитен
Кереджский метрополитен (араб. متروی کرج‎) — метрополитен в городе Кередж, Иран. В настоящий момент имеет 2 линии с 10 станциями. В будущем планируется, что метрополитен будет состоять из 6 линий и 76 станций.
Линия 1 с 7 станциями является расширением и частью линии 5 Тегеранского метрополитена с 7 рабочими станциями в 43 км (26,7 миль), соединяющей Хештгерд с Гермдерре. Линия 2 частично открылась 27 февраля 2023 года с 2 станциями в 6,5 км (4,0 мили), позже в том же году была добавлена ещё одна станция, в результате чего общее количество станций этой линии составило 3. В настоящее время эта линия соединяет бульвар Гольшахр с бульваром Талегани, но планируется соединить Камалшахр с Малардом.